# Петър Увалиев
Петър Христов Увалиев (псевдоним Pierre Rouve) е български дипломат, филмов продуцент, сценарист и режисьор, театрален режисьор, теоретик на изкуството, семиотик, университетски преподавател, писател, преводач, радиожурналист и критик. Той е един от най-влиятелните български интелектуалци емигранти през втората половина на ХХ век.

## Биография

### Семейство
Роден е на 12 януари 1915 г. в София. Произхожда от калоферски род. Кръстен е на името на своя дядо Петър Увалиев, който е владеел пет езика и е работил като адвокат в Бургас и Пловдив. Баща му Христо Увалиев е роден в Цариград през 1876 г. Следва в Швейцария и Германия, преподава френски език във Висшия педагогически институт в София. Автор е на „Обучението по френски език (методични бележки)“, Пловдив, печатница Хр. Г. Дановъ, 1915 г. По думите на автора, "Тая методика на обучението по френски език е, доколкото знам, първа у нас". Неговата майка Гинка Здравкова е възпитаничка на Екатерина Каравелова. Специализира френски език в Гренобъл, работи като начална учителка, а през 1937 г. става директор на училище „Иван Денкоглу“ в София. Неговата сестра Дора Увалиева (1921-1997) е изкуствовед, установила се в Париж и публикува под името Дора Валие.

### Образование и първи изяви
Учи в италианското училище „Алесандро Манцони“ в София от 1922 до 1928 г., след това – във френския колеж „Свети Августин“ в Пловдив (до 1932 г.). Завършва право и държавни науки в Софийския университет „Св. Климент Охридски“ през 1936 г. Същата година постъпва на работа в Дирекцията по печата към Министерството на външните работи. През 30-те години на 20. век са първите му опити да публикува свои стихове в ученически издания. Учи европейски езици (владее английски, испански, италиански, френски, немски, старогръцки, латински и някои балкански езици).
Сътрудничи със статии и отзиви по литературни, театрални и филмови теми в „Златорогъ“, „Балкан“, „Театър“, „Изкуство и критика“, „Свободен народ“, „La parole Bulgare“, „Слово“, „Мир“, „Днес“ и др. Участва в екипа, ръководен от Сирак Скитник, който през 1936 г. осъществява първите предавания по Радио София (Българско национално радио). Пише текстове за песни в сътрудничество с композитора Йосиф Цанков. Поставя пиеси в софийски театри.

### Дипломатическа кариера и емиграция
През 1942 г. заминава за Рим като Трети секретар на българската легация. След отстраняването на Бенито Мусолини от власт през 1943 г. е въдворен във Венеция, заедно с други дипломати. През октомври 1945 г. се завръща в България и отново постъпва на работа в МВнР. Назначен е за втори секретар на българската легация в Лондон през 1947 г. Дни преди заминаването си сключва брак с Ивайла Вълкова. Със заповед от 6 декември 1948 г. е назначен за първи секретар в посолството в Прага. Увалиев отказва назначението и на 9 декември подава молба до британските власти да остане в Англия. Молбата му е удовлетворена. В България е обявен за „невъзвращенец“ и бракът му е разтрогнат. През юли 1952 г. Софийският градски съд го осъжда задочно на 5 години лишаване от свобода и парична глоба. През 1962 г. сключва брак със Соня Мадлен Джойс. През 1968 г. получава британско гражданство.
Петър Увалиев играе основна роля за заминаването на Георги Марков за Лондон и установяването му там през първата половина на 1970 г., както и за привличането му като редактор в БиБиСи.
През 1970 г. Увалиев се сближава с пристигналата да следва в Англия Людмила Живкова, дъщеря на комунистическия ръководител Тодор Живков. С нейно съдействие му е разрешено да се връща в България, а малко по-късно и да осинови дете – дъщеря му Мила-Георгина, която той кръщава на Живкова.

### Творчество
От юни 1949 г. публикува критика за изкуство и кино в английски (Art News and Review) и италиански периодични издания. От същата година е нещатен сътрудник на българската секция на радио БиБиСи Лондон, където близо 50 години чете в ефир два пъти месечно, а през последното си десетилетие - всяка седмица - свои беседи. В интервю за БНР с журналиста Румен Стоичков през 1992 г. Увалиев споделя: "Много съм щастлив, защото години наред БиБиСи ми даваше възможност два пъти в месеца да предавам нещо". 
Дебютира в киното като втори режисьор на „Невинни в Париж“ (Innocents in Paris, 1953). Работи съвместно с изтъкнати драматурзи и кинотворци като Марсел Паньол, Джордж Бърнард Шоу, Антъни Аскуит, Микеланджело Антониони и Тонино Гуера. Заедно с Карло Понти създава филмовата компания „Бридж филмс“ и е съпродуцент на „Милионерката“ (The Millionairess, 1960), с участието на София Лорен и Питър Селърс. Изпълнителен продуцент е на „Фотоувеличение“ (Blow Up, 1966), заснет от Антониони по разказа на Хулио Кортасар „Лигите на дявола“. Продуцент е на още четири филма, между които „Дилемата на лекаря“ (The Doctor's Dilemma, 1958) с Лесли Карон и Дърк Богард, „Клевета“ (Libel, 1959) с Оливия де Хавиланд и Дърк Богард и „Диаманти за закуска“ (Diamonds for Breakfast, 1968) с Рита Тъшингъм и Марчело Мастрояни. Сценарист е на „Съдебна грешка“ (Trial and Error, 1962) с Питър Селърс и Ричард Атънбъроу; режисьор – на „Непознат в къщата“ (Stranger in the House, 1967) с Джералдин Чаплин, Боби Дарин и Джеймс Мейсън, по романа на Жорж Сименон Les inconnus dans la maison (1940), публикуван на български през 1980 г. като "Непознати в къщи", в превод на Любен Велчев. 
Проявите му като театрален и филмов режисьор и продуцент, теоретик на изкуството, критик и публицист намират признание в чужбина. През 1972 г. е избран за вицепрезидент на Международната асоциация на изкуствоведите (AICA) и за председател на Международното жури на Биеналето в Риека. В България той е познат главно от предаванията си по радио БиБиСи и от публикуваните в България след смъртта му негови студии и сборници. Автор е на над 4500 емисии на културни теми на български език и предавания на френски език за радио France Culture.
Превежда на френски и италиански език произведения от Пенчо Славейков, Теодор Траянов, Елисавета Багряна, Николай Марангозов, Иван Мирчев, Иван Хаджихристов, Стоян Загорчинов и др.
Гост-лектор е в университети в САЩ, Франция, Италия и Мексико.

## Признание и награди
Роман Якобсон, на чиито лингвистични открития Увалиев се основава, е възхитен от монографията му Turner: étude de structures (1980), на български – Търнър. Структурен разрез (2006).
През 1994 г. е възстановено българското му гражданство. Удостоен е със „Златно перо“ от Съюза на българските журналисти. Почетен доктор е на Софийския университет „Св. Климент Охридски“ (1992) и на Шуменския университет „Епископ Константин Преславски“ (1999). Първи носител на наградата „Оборище“ (1999) за принос към българската култура и национално наследство.

## Памет
В чест на 100-годишнината от неговото рождение, през 2015 г. Софийският университет „Св. Климент Охридски“ и Фондация „Увалиеви“ учредяват Национална награда за студентско творчество „Петър Увалиев“, която се връчва след участие в национален студентски конкурс за проучване на творчеството и дейността на Увалиев. По волята на съпругата му Соня Рув-Увалиева и на дъщеря им Мила Рув негови ръкописи на радиобеседи, много книги от семейната библиотека и лични вещи са дарени на Университетска библиотека "Св. Климент Охридски", Архив на Софийския университет, Библиотечно-информационен център към УниБИТ и Регионална библиотека "Дора Габе" -  Добрич. В последната се съхранява ценна колекция от над 350 книги с дарствени надписи от неговата лична библиотека.
На Петър Увалиев е наречена улица в квартал „Студентски град“ в София (Карта).
В поредицата на БНТ1 "БНТ представя" бе създаден и показан за първи път на 09.10.2021 г. документалният филм за Петър Увалиев "Българоманът и музите", по идея на Огнян Ковачев, сценаристи Димитър Шарков и Огнян Ковачев и режисьор Димитър Шарков.

## За него
- Васил Балевски, „Петър Увалиев“. – В: Речник по нова българска литература, София: Хемус, 1994, с. 385
- Спомени за Петър Увалиев (сб.). София: Издателство „Български писател“, 2005, ISBN 954-443-444-5
- Sonia Rouve. Petar Ouvaliev aka Pierre Rouve: A Life. London: Mailer Press, 2008, ISBN 978-0-9560286-3-1
  - Соня Рув. Петър Увалиев или Пиер Рув: Един живот. София: Сиела, 2010, ISBN 978-954-28-0744-5
- П. Синкова. Петър Увалиев – писател, изкуствовед, публицист, „ерудит-енциклопедист. Био-библиографска справка. Стара Загора: Регионална библиотека „Захари Княжески“, 2010
- Галина Колева. Книги с дарствени надписи от личната библиотека на Петър Увалиев. Добрич: Изд. „Матадор 74“, 2011, ISBN 978-954-371-303-5, второ преработено и допълнено издание от Регионална библиотека "Дора Габе" - Добрич, 2023, ISBN 978-954-90690-4-4
- Бригита Йосифова. Обещах да запомня. Разговори с Петър Увалиев. Пловдив: Жанет 45, 2012, ISBN 978-954-491-882-8
- Бригита Йосифова. Петър Увалиев. Изповеди.Пловдив: Жанет 45, 2014, ISBN 978-619-186-077-7
- Огнян Ковачев. Проектът на Петър Увалиев „Граматика на зрителното” – кинематографичен аспект. – В: Филологическият проект – кризи и перспективи. Сборник доклади от международна научна конференция (24-26 април 2015). Съставители Ирен Александрова, Йовка Тишева и др. София: УИ „Св. Климент Охридски”, 2016, 27-34, ISBN 978-619-00-0463-9
- Огнян Ковачев. Език и езиково самосъзнание в беседите и трудовете на Петър Увалиев. – В: Наследството на лингвистиката в българската литературна теория. Съставител Миглена Николчина. София: УИ „Св. Климент Охридски”, 2019, 170-185, ISBN 978-954-07-4977-8
- Петър Петров. Петър Увалиев за Любен Саев. - В: Срещи на сцената и извън нея. Портретни скици по спомени и документи. София: Изд. "Дамян Яков", 2006, ISBN-10: 954-527-310-0, ISBN-13: 978-954-527-310-0, с. 89-91
- Петър Петров. Загуби ли българският театър от далечността на Петър Увалиев? - В: Срещи на сцената и извън нея. Портретни скици по спомени и документи. София: Изд. "Дамян Яков", 2006, ISBN-10: 954-527-310-0, ISBN-13: 978-954-527-310-0, с. 143-151